# فرانک هوردلر
فرانک هوردلر (انگلیسی: Frank Hördler؛ زادهٔ ۲۶ ژانویهٔ ۱۹۸۵) بازیکن هاکی روی یخ اهل آلمان است.